# Александар Шевић
Александар Шевић (Рума, 1897 — Београд, 1971) био је учесник Народноослободилачке борбе и друштвено-политички радник СФР Југославије, СР Србије и САП Војводине. Од 9. априла 1945. године до 5. септембра 1947. године обављао је функцију председника Извршног већа АП Војводине.

## Биографија
Рођен је 1897. године у Руми. Студирао је на Вишој богословији у Сремским Карловцима, затим агрономију у Чехословачкој. Пре Другог светског рата био је члан Самосталне демократске странке. Више пута се кандидовао за народног посланика на листи опозиције. Радио је на организовању задругарства у Срему.
У Народноослободилачку борбу ступио је 1944. године, као члан Главног Народноослободилачког одбора Војводине и начелник за привреду Војне управе за Банат, Бачку и Барању.
После ослобођења био је председник Главног извршног одбора Народне скупштине АП Војводине од 9. априла 1945. године до 5. септембра 1947. године и потпредседник Президијума Народне скупштине НР Србије од 1947. године до 1953. године. Био је члан Савезног одбора Социјалистичког савеза радног народа Југославије и Главног одбора ССРН Србије. Биран је за посланика Покрајинске и Републичке скупштине у неколико сазива.
Умро је 1971. године.
Носилац је већег броја одликовања.